# Hansaviertel
Hansaviertel är en stadsdel i Berlin som ingår i stadsdelsområdet Mitte. Stadsdelen sträcker sig söderut och österut till Tiergarten och väster- och norråt till Spree. Hansaviertel har blivit internationellt känt för Interbau-utställningen 1957 då stadsdelen byggdes upp av en välkända arkitekter från hela världen. Från Sverige deltog arkitektbyrån Jaenecke & Samuelson från Malmö. Gamla Hansaviertel totalförstördes under andra världskriget.

## Det gamla Hansaviertel
1874 började ett fastighetsföretag att bebygga området Schöneberger Wiesen. Företaget var från Berlin men även hansastaden Hamburg och därför gav man området namnet Hansaviertel. I området finns gator med anknytning till Hamburg som till exempel Altonaer Strasse. Centrum för det nya området blev Hansaplatz. Bebyggelsen bestod av en- och flerfamiljshus i lantlig stil. Det fanns även femvåningshyreshus. Fram till mitten av 1920-talet byggdes tre synagogor, en evangelisk och en katolski kyrka i området, en realskola och flera privatskolor. Det hade utvecklats till en borgerlig stadsdel. Den var större än dagens Hansaviertel, tätt bebyggt och trots sitt centrala läge ett lugnt område. 1943 kom nästan hela området att förstöras av ett flertal flyganfall.

## Den nya bebyggelsen
Dagens Hansaviertel är tätt sammanknytet med den storplan för stadsbyggande som kom fram för Berlin efter andra världskriget. Den sönderbombade staden gjorde att stadsplanerare hade en stor uppgift framför sig men gav samtidigt möjligheter till fullskalig planering. Arkitekten Hans Scharoun fick 1946 i uppdrag av det allierade kontrollrådet att ta fram ett koncept för en ny gestaltning av Berlin. Under hans ledning togs den så kollade Kollektivplanen fram, som förordade en ny uppdelning och decentralisering av staden. Man ville skapa boendeceller (Wohnzellen) där man skulle skapa boendeenheter för 4 000-5 000 människor omgivna av grönytor med alla nödvändiga försörjningsinrättningar. Planen hade viktiga tankar men i dess ursprungliga form var den ogenomförbar - ur rättsliga, finansiella och politiska grunder. Man tog två huvudmål och överförde dessa 1950 till Ytanvändningsplanen: innerstadsområdena skulle byggas väsentligt utspritt tidigare och Berlin skulle så långt som möjligt ha grönytor. 
Dessa idéer skulle i idealfallet gälla för hela Berlin, såväl för Öst- som Västberlin och för stadens inre och yttre områden. Idén om den gröna staden förverkligades i Västberlins ytterområden och senare även i Östberlins periferi. I innerstaden tvingades man på grund av pengabrist och bostadsbrist att stoppa de stora ideallösningarna. Istället gjorde man existerade byggnader åter möjliga att bo i och byggde ny enklare och stora byggnader. I stort behölls den gamla stadsstrukturen i väst och öst. Viktiga undantag utgör i Östberlin den monumentala arkitektur som återfinns på Karl-Marx-Allee. Hansaveritel utgör därmed det enda stora område i Berlins innerstad som gick från att vara ett ruinområde till att bestå av hela ny tomter indelade enligt nya planer som följde modernismens ideal gällande arkitektur och vägsträckningar.

## Bebyggelsen
Inom ramen för Interbau byggdes två byggnader som inte ingår i området Hansaviertel. I närheten av Berlins Olympiastadion byggdes Unité d'Habitation av Le Corbusier och i närheten av Reichstag byggdes Kongresshalle. I en tävling 1952 bjöds 53 arkitekter från 13 länder in, alla företrädare för Neues Bauen, den moderna arkitekturen: Alvar Aalto, Egon Eiermann, Walter Gropius, Arne Jacobsen, Oscar Niemeyer och Max Taut. Från deras skisser kom slutligen 35 objekt att förverkligas. Bostadshusen med totalt 1 160 boendeenheter grupperar sig i en blandning av hög- och låghus runt Hansaplatz som centrum. På Hansaplatz och i närheten finns kyrka, bio (idag Grips-Theater), bibliotek, dagis och tunnelbanestationen Hansaplatz (öppnad 1961). 

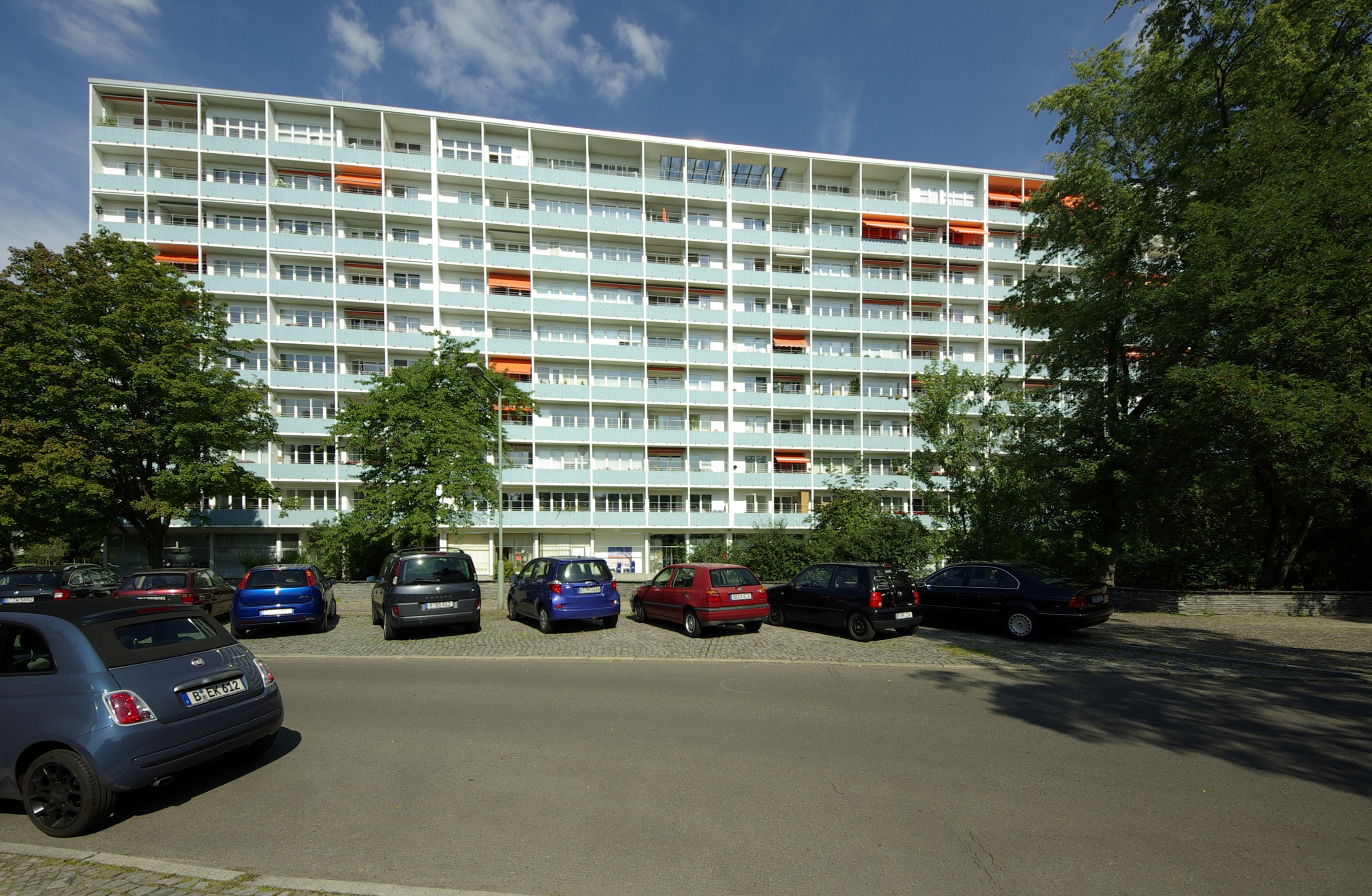
Schwedenhaus, Jaenecke & Samuelson.
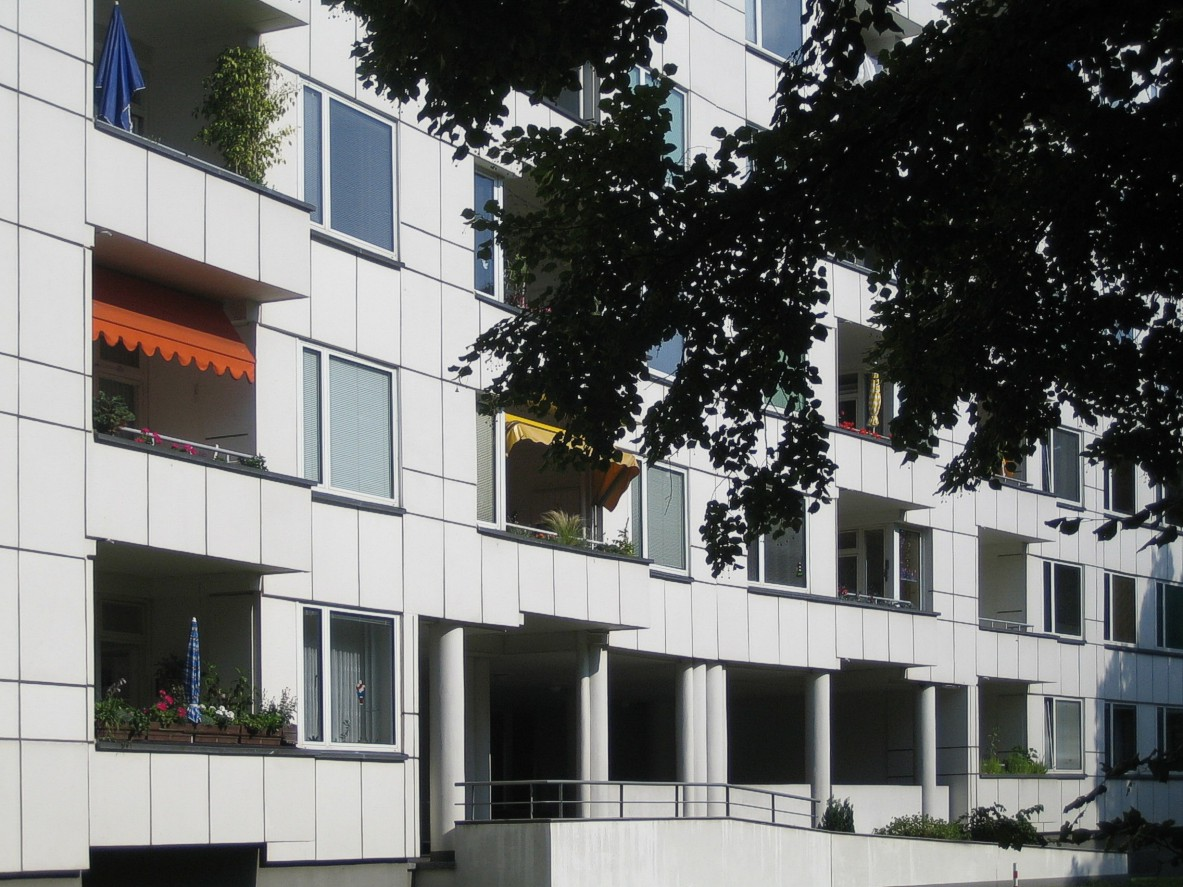
Arkitekt: Alvar Aalto
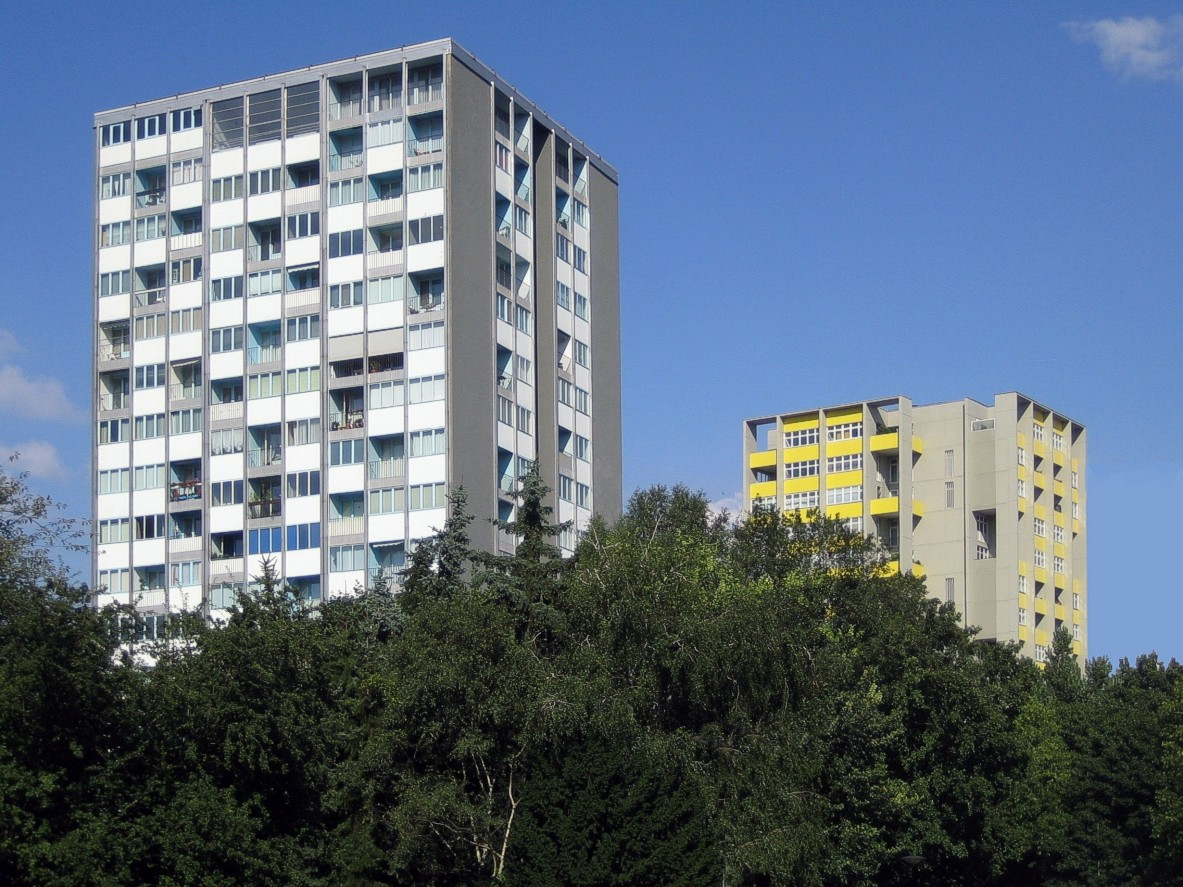
Punkthus. Arkitekter: Lopez/Beaudouin och Schwippert
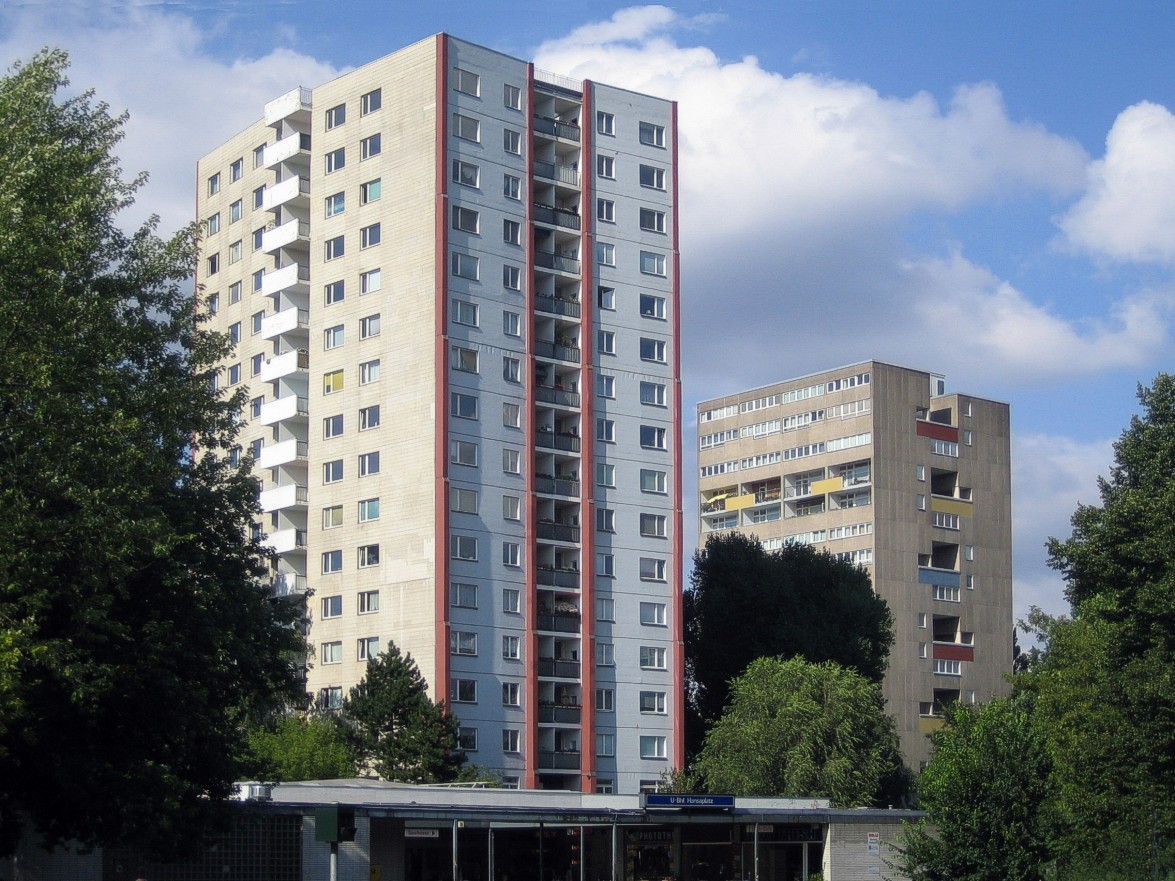
Punkthus. Arkitekter: Baldessari (vänster) och Van den Broek/Bakema
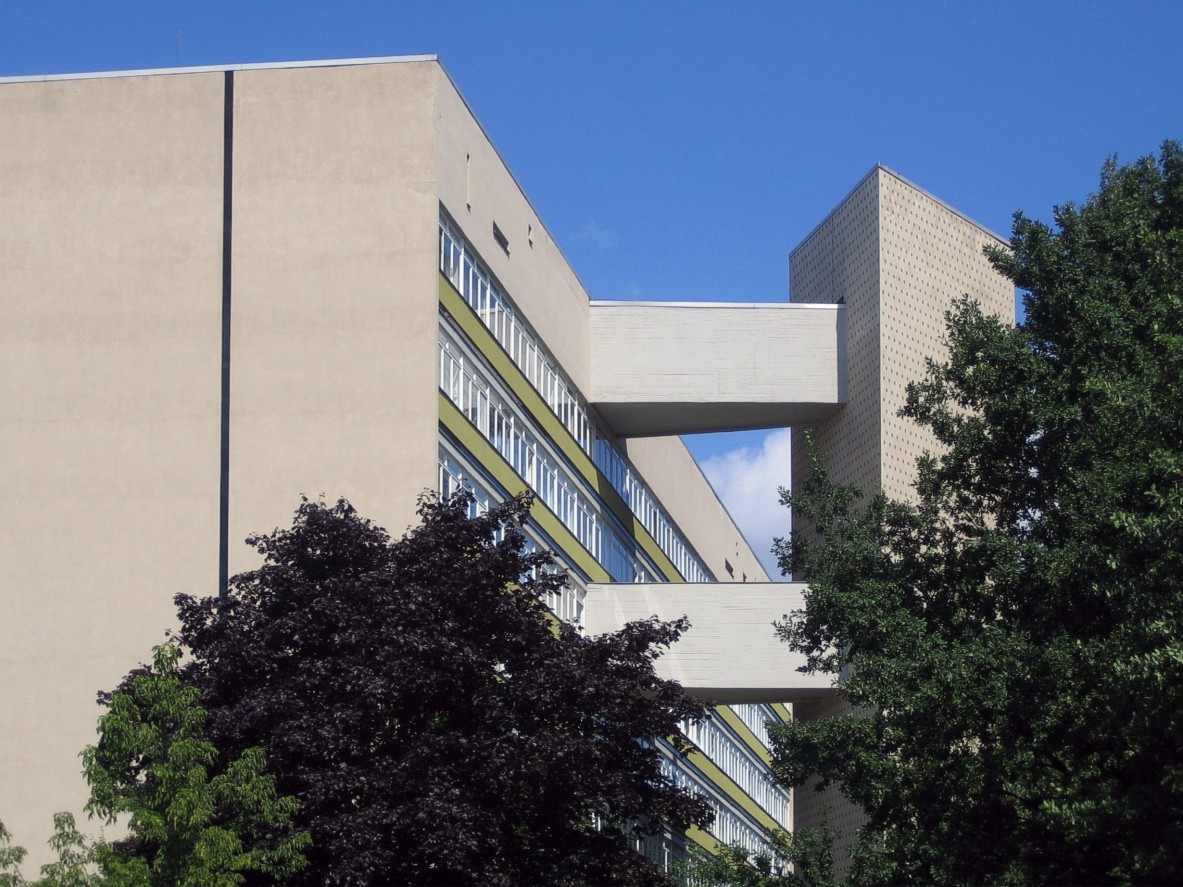
Arkitekter: Oscar Niemeyer

## Kommunikationer
| Linje | Station    |  |  |  |
| U9    | Hansaplatz |  |  |  |
| S5    | Bellevue   |  |  |  |
| S7    | Bellevue   |  |  |  |
| S75   | Bellevue   |  |  |  |
| S9    | Bellevue   |  |  |  |